# 王僉 (西夏)
王佥（?—?），西夏中期的文臣。
西夏天盛二十一年（1152年），夏仁宗设立翰林学士院。以焦景顏、王佥等人担任翰林学士，让他们参与撰修实录。后来杨彦敬、高岳、吕子温、王师信、刘昭馀、李国安、张公甫都先后以翰林学士奉使金朝。